# Берек (општина)
Берек је насељено место и седиште општине у Бјеловарско-билогорској жупанији, Република Хрватска.

## Историја
Почетком 20. века Берек је село у оквиру црквене општине и парохије у Нарти. Политичка општина се налази у месту.
До територијалне реорганизације у Хрватској налазио се у саставу бивше велике општине Гарешница.

## Становништво
На попису становништва 2011. године, општина Берек је имала 1.443 становника, од чега у самом Береку 447.

## Попис 1991.
На попису становништва 1991. године, насељено место Берек је имало 475 становника, следећег националног састава:
| Попис 1991.‍  | Попис 1991.‍  | Попис 1991.‍ | Попис 1991.‍ | Попис 1991.‍ |
| ------------ | ------------ | ----------- | ----------- | ----------- |
|              |              |             |             |             |
| Хрвати       | Хрвати       |             | 405         | 85,26%      |
| Срби         | Срби         |             | 39          | 8,21%       |
| Југословени  | Југословени  |             | 21          | 4,42%       |
| неопредељени | неопредељени |             | 5           | 1,05%       |
| непознато    | непознато    |             | 5           | 1,05%       |
| укупно: 475  |              |             |             |             |